# Coupe d'Asie des nations de football 2015
Navigation
Coupe d'Asie 2011 Coupe d'Asie 2019
La Coupe d'Asie des nations de football de 2015 est la seizième édition de la Coupe d'Asie de football. C'est la première fois que l'Australie organise cette compétition depuis son entrée en 2006 dans la Confédération asiatique de football et c'est aussi la première fois que la Coupe d'Asie est organisée en dehors de l'Asie géographique, l'Australie étant située en Océanie.
La Coupe d'Asie 2015 est la première compétition internationale à se jouer en 2015 et elle est également la première à débuter depuis la fin de la Coupe du monde 2014. L'édition 2015 de la Coupe d'Asie est la dernière à se jouer sous le format à seize équipes. À l'image du championnat d'Europe de football, la compétition va connaître une extension à vingt-quatre équipes et ce nouveau format sera appliqué dès l'édition suivante en 2019.
Tous les anciens vainqueurs de la compétition sont présents (Corée du Sud, Iran, Koweït, Arabie saoudite, Japon et Irak) à l'exception d'Israël, exclu de l'AFC en 1974. L'édition 2015 marque la première participation de la Palestine à une compétition internationale. L'Australie, la Corée du Sud, l'Iran et le Japon, qui ont tous participé à la Coupe du monde de football de 2014, s'affichent comme les principaux favoris de la Coupe d'Asie.
L'Australie, pays hôte, a ouvert la compétition par une victoire contre le Koweït (4-1). Le premier tour est marqué par deux faits. Le premier fait est qu'aucune rencontre ne s'est terminée sur un match nul et donc aucune sur un score vierge. Le deuxième fait est que les quatre groupes ont tous suivi la même configuration, à savoir qu'un leader a remporté tous ses matchs (Corée du Sud, Chine, Iran et Japon), un dauphin en a remporté deux et perdu une contre le vainqueur du groupe correspondant (Australie, Ouzbékistan, Émirats arabes unis et Irak), un troisième de groupe a remporté un match mais perdu les deux autres (Oman, Arabie saoudite, Bahreïn et Jordanie), et un dernier est reparti avec un compteur de trois défaites (Koweït, Corée du Nord, Qatar et Palestine).
Sur le plan des confirmations, révélations et déceptions par nations, la Corée du Sud, l'Australie, l'Ouzbékistan, l'Iran et le Japon ont plus ou moins confirmé les attentes de leurs supporters au premier tour. La phase de groupes est marquée par la surprise de la Chine, révélation de la première partie de la compétition, qui a réalisé un sans-faute, mais également celle des Émirats arabes unis qui à quelques minutes près auraient pu devancer l'Iran. En revanche, l'Arabie saoudite, triple vainqueur, la Jordanie, jamais éliminée au premier tour avant cette édition 2015, et surtout le Qatar, éliminé avec trois défaites à sept ans d'une Coupe du monde à domicile, sont les déceptions du premier tour. La phase à élimination directe du tournoi est marquée par les éliminations précoces de l'Iran et du Japon aux tirs au but par l'Irak et les Émirats arabes unis. Ces deux nations, inattendues à ce stade, sont les principales révélations de cette Coupe d'Asie. La Corée du Sud, parvenue jusqu'en finale avec aucun but encaissé, et l'Australie, vainqueur sur son sol après prolongations contre la Corée du Sud en finale (2-1), ont particulièrement brillé. Les Sud-Coréens, qui ont su rebondir après leur échec en Coupe du monde 2014, ont montré de grandes capacités dans la gestion de leur effectif très affaibli, la propagation d'un virus causant des maladies à la moitié du contingent en même temps que plusieurs blessures et deux forfaits importants posent davantage de problèmes. Les Australiens sont la meilleure attaque de toute la compétition avec 14 buts inscrits.
L'Australie, vainqueur à domicile de la compétition, obtient sa qualification pour la Coupe des confédérations 2017 en Russie.

## Qualification
Les trois premiers de la précédente édition de la Coupe d'Asie des nations (dont le pays hôte, l'Australie) sont qualifiés d'office. L'AFC Challenge Cup fait partie de la phase éliminatoire pour la Coupe d'Asie des nations et ainsi, les vainqueurs des éditions 2012 et 2014 sont également qualifiés.
Les places restantes pour le tournoi sont mises en jeu lors d'une phase éliminatoire classique. Les vingt équipes inscrites sont réparties en cinq groupes de quatre. Les deux premiers de chaque groupe sont qualifiés, ainsi que le meilleur troisième.

### Qualifiés
| Pays                | Qualifié en tant que...               | Date             | Précédentes apparitions dans ce tournoi                                     | Meilleur résultat                  |
| ------------------- | ------------------------------------- | ---------------- | --------------------------------------------------------------------------- | ---------------------------------- |
| Australie           | Pays-hôte et finaliste en 2011        | 5 janvier 2011   | 2 (2007, 2011)                                                              | Finaliste (2011)                   |
| Japon               | Tenant du titre                       | 21 janvier 2011  | 7 (1988, 1992, 1996, 2000, 2004, 2007, 2011)                                | Vainqueur (1992, 2000, 2004, 2011) |
| Corée du Sud        | Troisième en 2011                     | 21 janvier 2011  | 12 (1956, 1960, 1964, 1972, 1980, 1984, 1988, 1996, 2000, 2004, 2007, 2011) | Vainqueur (1956, 1960)             |
| Corée du Nord       | Vainqueur de l'AFC Challenge Cup 2012 | 19 mars 2012     | 3 (1980, 1992, 2011)                                                        | Demi-finale (1980)                 |
| Bahreïn             | Vainqueur du Groupe D                 | 15 novembre 2013 | 4 (1988, 2004, 2007, 2011)                                                  | Demi-finale (2004)                 |
| Émirats arabes unis | Vainqueur du Groupe E                 | 15 novembre 2013 | 8 (1980, 1984, 1988, 1992, 1996, 2004, 2007, 2011)                          | (1996)                             |
| Arabie saoudite     | Vainqueur du Groupe C                 | 15 novembre 2013 | 8 (1984, 1988, 1992, 1996, 2000, 2004, 2007, 2011)                          | Vainqueur (1984, 1988, 1996)       |
| Oman                | Vainqueur du Groupe A                 | 19 novembre 2013 | 2 (2004, 2007)                                                              | Premier tour (2004, 2007)          |
| Ouzbékistan         | 2e du Groupe E                        | 19 novembre 2013 | 5 (1996, 2000, 2004, 2007, 2011)                                            | Demi-finale (2011)                 |
| Qatar               | 2e du Groupe D                        | 19 novembre 2013 | 8 (1980, 1984, 1988, 1992, 2000, 2004, 2007, 2011)                          | Quart de finale (2000, 2011)       |
| Iran                | Vainqueur du Groupe B                 | 19 novembre 2013 | 12 (1968, 1972, 1976, 1980, 1984, 1988, 1992, 1996, 2000, 2004, 2007, 2011) | Vainqueur (1968, 1972, 1976)       |
| Koweït              | 2e du Groupe B                        | 19 novembre 2013 | 9 (1972, 1976, 1980, 1984, 1988, 1996, 2000, 2004, 2011)                    | Vainqueur (1980)                   |
| Jordanie            | 2e du Groupe A                        | 4 février 2014   | 2 (2004, 2011)                                                              | Quart de finale (2004, 2011)       |
| Irak                | 2e du Groupe C                        | 5 mars 2014      | 7 (1972, 1976, 1996, 2000, 2004, 2007, 2011)                                | Vainqueur (2007)                   |
| Chine               | Meilleur 3e                           | 5 mars 2014      | 10 (1976, 1980, 1984, 1988, 1992, 1996, 2000, 2004, 2007, 2011)             | Finaliste (1984, 2004)             |
| Palestine           | Vainqueur de l'AFC Challenge Cup 2014 | 30 mai 2014      | Première participation                                                      | Première participation             |

## Villes et stades
Les cinq villes retenues pour cette édition sont Sydney, Melbourne, Brisbane, Canberra et Newcastle. L'annonce est faite le 27 mars 2013.
| Sydney                                       | Newcastle                                          | Brisbane                                               |
| -------------------------------------------- | -------------------------------------------------- | ------------------------------------------------------ |
| Stadium Australia Capacité prévue : 84 000   | Newcastle Stadium Capacité prévue : 23 000         | Brisbane Stadium Capacité prévue : 52 500              |
|                                              |                                                    |                                                        |
| Canberra                                     | \| Sydney Newcastle Brisbane Canberra Melbourne \| | Melbourne                                              |
| Canberra Stadium Capacité prévue : 25 000    | \| Sydney Newcastle Brisbane Canberra Melbourne \| | Melbourne Rectangular Stadium Capacité prévue : 30 000 |
|                                              | \| Sydney Newcastle Brisbane Canberra Melbourne \| |                                                        |
| Sydney Newcastle Brisbane Canberra Melbourne |                                                    |                                                        |

## Arbitres
Le 1er janvier 2015, l'AFC nomma 40 arbitres qui vont officier durant ce tournoi, incluant des arbitres assistant, des arbitres réserves et quatre arbitres de touches en réserve. Chaque équipe arbitral (11 au total) consiste en un trio d'arbitres venant du même pays.
| Pays                | Arbitre(s)              | Arbitres de touche                          |
| ------------------- | ----------------------- | ------------------------------------------- |
| Australie           | Ben Williams            | Matthew Cream Paul Cetrangolo               |
| Australie           | Chris Beath             | Matthew Cream Paul Cetrangolo               |
| Bahreïn             | Nawaf Shukralla         | Yaser Tulefat Ebrahim Saleh                 |
| Iran                | Alireza Faghani         | Reza Sokhandan Mohammad Reza Abolfazli      |
| Japon               | Ryuji Sato              | Toru Sagara Toshiyuki Nagi                  |
| Nouvelle-Zélande    | Peter O'Leary           | Jan-Hendrik Hintz Mark Rule                 |
| Oman                | Abdullah Al Hilali      | Hamad Al-Mayahi Abu Bakar Al Amri           |
| Qatar               | Abdulrahman Abdou       | Taleb Al-Marri Ramzan Al-Naemi              |
| Arabie saoudite     | Fahad Al-Mirdasi        | Badr Al-Shumrani Abdulla Al Shalwai         |
| Corée du Sud        | Kim Jong-hyeok          | Jeong Hae-Sang Yang Byoung-Eun              |
| Émirats arabes unis | Abdullah Hassan Mohamed | Mohamed Al Hammadi Hasan Al Mahri           |
| Ouzbékistan         | Ravchan Irmatov         | Abdoukhamidoullo Rassoulov Jakhongir Saïdov |

Deux trios arbitraux, trois duos d'arbitres et un arbitre solo sont gardés en réserve en cas de problème.
| Pays                | Arbitre réserve          | Arbitre(s) de touche réserve    |
| ------------------- | ------------------------ | ------------------------------- |
| Hong Kong           | Ng Chiu Kok              | Chow Chun Kit                   |
| Japon               | Yudai Yamamoto           | Akane Yagi                      |
| Malaisie            | Mohd Amirul Izwan        | Mohd Yusri Muhamad Azman Ismail |
| Singapour           | Muhammad Taqi Al-Jaafari | Lee Tzu Liang Jeffrey Goh       |
| Sri Lanka           | Hettikamkanamge Perera   | Palitha Hemathunga              |
| Émirats arabes unis | Ammar Al-Jeneibi         | -                               |

## Compétition

### Phase de poules

#### Tirage des groupes

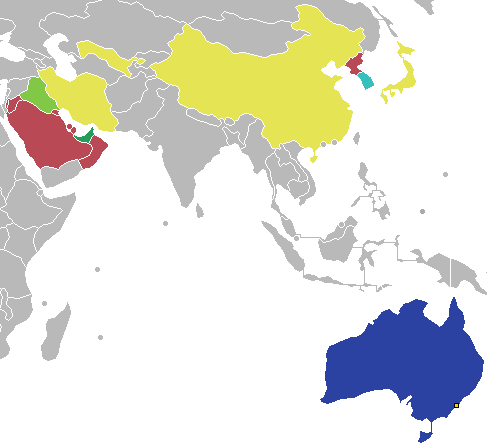
Liste des participants à la Coupe d'Asie 2015 et leur résultat :
Vainqueur
Finaliste
Troisième
Quatrième
Quarts de finale
Premier tour

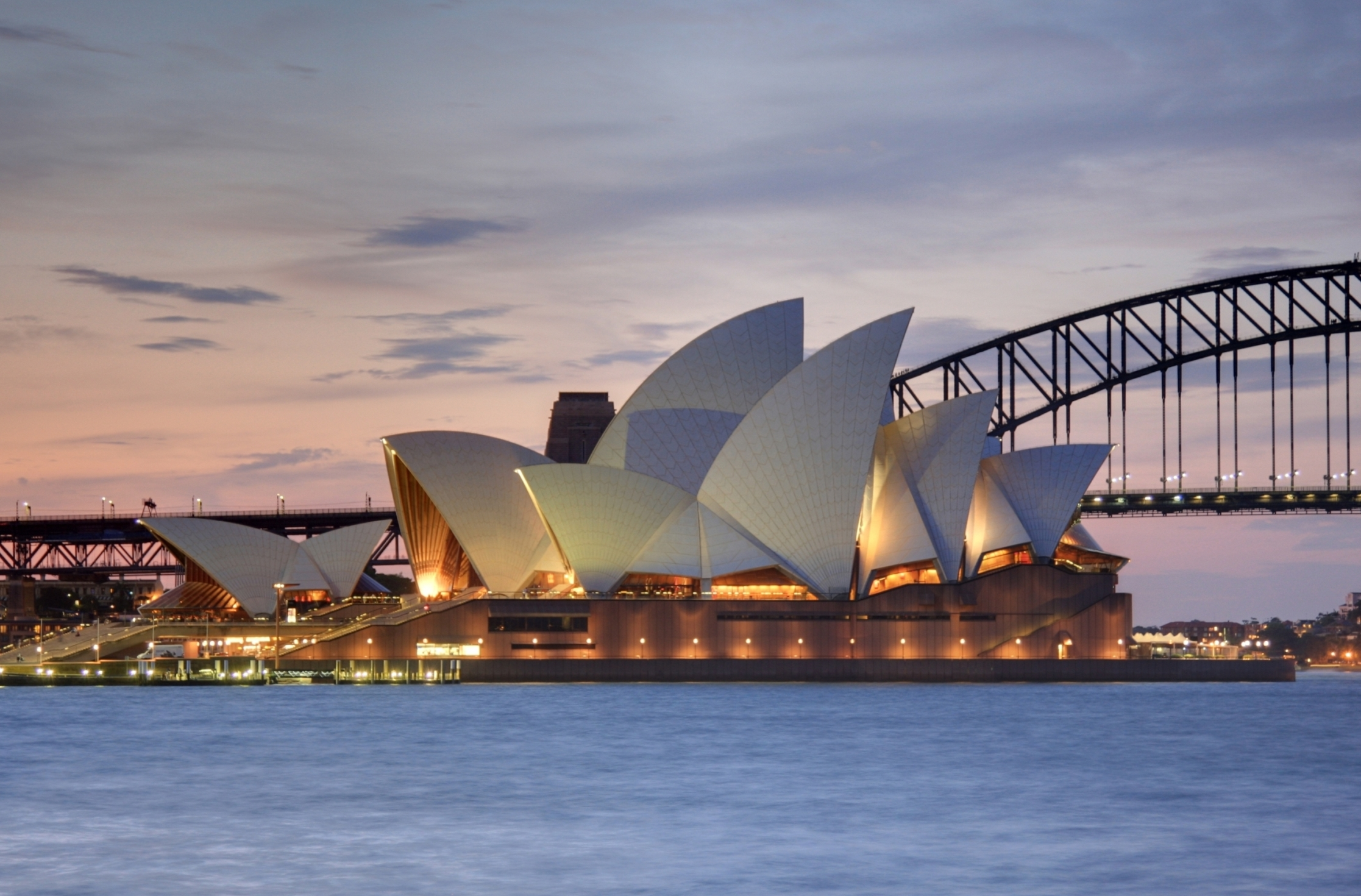
Le Sydney Opera House, lieu du tirage au sort.

Le tirage au sort de la phase de groupes a eu lieu le 26 mars 2014 à l'Opéra de Sydney. Les seize équipes ont été versées dans quatre pots en fonction de leur classement FIFA du moment. Alors que le pot 1 regroupe les têtes de série dont l'Australie, en tant que pays hôte, fait partie, le pot 2 rassemble les équipes classées juste derrière celles du pot 1 et ainsi de suite. Au moment du tirage au sort, l'identité du vainqueur de l'AFC Challenge Cup 2014, la Palestine, était encore inconnue et celui-ci a été directement versé dans le pot 4. Les 16 nations participantes ont été tirées au sort dans quatre groupes, chaque groupe étant constitué d'une de chaque pot.
| Pot 1       | Class. FIFA | Pot 2               | Class. FIFA |
| ----------- | ----------- | ------------------- | ----------- |
| Australie   | 63          | Corée du Sud        | 60          |
| Iran        | 42          | Émirats arabes unis | 61          |
| Japon       | 48          | Jordanie            | 66          |
| Ouzbékistan | 55          | Arabie saoudite     | 75          |
| Pot 3       | Class. FIFA | Pot 4               | Class. FIFA |
| Oman        | 81          | Bahreïn             | 106         |
| Chine       | 98          | Koweït              | 110         |
| Qatar       | 101         | Corée du Nord       | 133         |
| Irak        | 103         | Palestine           | 167         |

#### Groupe A
|   | Équipe       | Pts | J | G | N | P | Bp | Bc | Diff |
| - | ------------ | --- | - | - | - | - | -- | -- | ---- |
| 1 | Corée du Sud | 9   | 3 | 3 | 0 | 0 | 3  | 0  | +3   |
| 2 | Australie    | 6   | 3 | 2 | 0 | 1 | 8  | 2  | +6   |
| 3 | Oman         | 3   | 3 | 1 | 0 | 2 | 1  | 5  | -4   |
| 4 | Koweït       | 0   | 3 | 0 | 0 | 3 | 1  | 6  | -5   |

| J1                            | Australie | 4 - 1 | Koweït | Melbourne Rectangular Stadium, Melbourne |                             |
| 9 janvier 2015 20:00 (UTC+11) |           |       |        | Arbitrage : Ravshan Irmatov              | Arbitrage : Ravshan Irmatov |

| J1                             | Corée du Sud | 1 - 0 | Oman | Canberra Stadium, Canberra |                           |
| 10 janvier 2015 16:00 (UTC+11) |              |       |      | Arbitrage : Peter O'Leary  | Arbitrage : Peter O'Leary |

| J2                             | Koweït | 0 - 1 | Corée du Sud | Canberra Stadium, Canberra  |                             |
| 13 janvier 2015 18:00 (UTC+11) |        |       |              | Arbitrage : Alireza Faghani | Arbitrage : Alireza Faghani |

| J2                             | Oman | 0 - 4 | Australie | Stadium Australia, Sydney |                        |
| 13 janvier 2015 20:00 (UTC+11) |      |       |           | Arbitrage : Ryuji Sato    | Arbitrage : Ryuji Sato |

| J3                             | Australie | 0 - 1 | Corée du Sud | Brisbane Stadium, Brisbane  |                             |
| 17 janvier 2015 19:00 (UTC+10) |           |       |              | Arbitrage : Nawaf Shukralla | Arbitrage : Nawaf Shukralla |

| J3                             | Oman | 1 - 0 | Koweït | Newcastle Stadium, Newcastle |                              |
| 17 janvier 2015 20:00 (UTC+11) |      |       |        | Arbitrage : Fahad Al-Mirdasi | Arbitrage : Fahad Al-Mirdasi |

« Groupe de la mort », ce groupe A est le seul à rassembler trois équipes ayant déjà remporté un titre continental. L'Australie, pays hôte, et la Corée du Sud, double championne, sont des favoris de la compétition. Directement qualifiées pour la Coupe d'Asie, ces deux nations ont disputé la Coupe du monde de football 2014 où elles ont toutes les deux été éliminées en dernière place de leur groupe. Les Socceroos, finalistes de l'édition précédente, n'ont remporté qu'un seul match en 2014, mais ont néanmoins marqué les esprits en malmenant le Chili et les Pays-Bas au Mondial. Les Guerriers Taeguks sont en difficulté depuis trois ans et ont connu de nombreux changements de sélectionneurs. Bien que très instable ces dernières années, la Corée du Sud reste favorite du groupe et peut s'appuyer sur un important vivier de joueurs, notamment une légion évoluant à l'étranger. Oman, dirigé par Paul Le Guen, a obtenu plusieurs résultats encourageants avec une place de barrages au Mondial 2014 manquée de peu et une qualification obtenue aisément. Véritable coffre-fort durant les éliminatoires, Oman est la meilleure défense du tour de qualification avec un seul but encaissé. Néanmoins, la sélection du sultanat n'est qu'outsider derrière les deux favoris. À l'exception d'Ali Al-Habsi qui évolue à Wigan, Oman se compose de joueurs évoluant à domicile. Le Koweït est très loin de son niveau des années 1980 qui lui avait permis de remporter l'édition 1980 et de participer à la Coupe du monde 1982. Al Azraq (les Bleus) restent sur une Coupe d'Asie 2011 catastrophique avec trois défaites et ont échoué à jouer le dernier tour des qualifications à la Coupe du monde 2014. Composée majoritairement de joueurs locaux, la sélection de Nabil Maâloul, en plein doute, aborde la compétition avec peu d'espoirs.
Lors de la première journée, l'Australie se fait surprendre par l'ouverture du score précoce du Koweït dans son enceinte de Melbourne, mais réagit bien en reprenant l'avantage juste avant la mi-temps et en faisant parler sa puissance offensive en deuxième mi-temps (4-1). Dans l'autre rencontre, la Corée du Sud s'impose dans un match plus maîtrisé que le score ne le laisse penser contre une équipe d'Oman trop peu dangereuse (1-0). Le gardien sud-coréen Kim Jin-hyeon n'a été mis à contribution qu'une unique fois lorsqu'à la 93e minute il a renvoyé sur la transversale une tête omanaise qui a dû donner des sueurs froides aux Sud-Coréens. L'Australie et la Corée du Sud peuvent sécuriser la qualification dès la deuxième journée en cas de victoire sur Oman et le Koweït. Lors du match d'ouverture de la deuxième journée, la Corée du Sud, ébranlée par trois blessures et six cas de fièvre causant l'absence des stars Koo Ja-cheol et Son Heung-min, bat avec beaucoup de difficultés le Koweït en alignant une équipe remaniée (1-0). Après une première mi-temps fermée avec le but, la deuxième mi-temps tourne à un incroyable spectacle offensif avec un Koweït jouant sa survie et bousculant vainement la défense coréenne. C'est d'ailleurs le Koweïtien Abdulaziz Al Misha'an qui se voit décerner le titre d'homme du match. Peu après, l'Australie atomise Oman, pourtant auteur de la première grosse occasion du match, obtenant son billet pour les quarts de finale et qualifiant du même coup la Corée du Sud (4-0). Ce sont les premières sélections qualifiées pour les quarts de finale tandis qu'Oman et le Koweït sont les premières éliminées. Le match Australie - Corée du Sud est décisif pour départager les deux leaders avec un avantage pour l'Australie qui peut se satisfaire d'un match nul pour finir en tête. Dans un match sans enjeu, Oman inscrit son premier et unique but en battant un Koweït en manque patent de réalisme qui n'a su cadrer qu'un seul de ses dix-sept tirs (1-0). En ballotage favorable pour finir premier du groupe, l'Australie subit sa première défaite contre une Corée du Sud étonnamment sereine en défense malgré les assauts australiens (1-0). Le gardien sud-coréen Kim Jin-hyeon, auteur d'un excellent match, préserve les cages des Guerriers Taeguks inviolées. La Corée du Sud continue toutefois de perdre des cadres sur blessure dont Koo Ja-cheol, homme du match contre Oman et meilleur buteur en 2011.
La Corée du Sud et l'Australie ont su tenir leur rang tandis qu'aucune surprise n'a pu sauver Oman et le Koweït. Sans briller excessivement, la Corée du Sud a su tirer son épingle de jeu dans un groupe relevé avec trois victoires en trois matchs, trois buts marqués et zéro encaissé. Elle a toutefois terminé son premier tour avec une équipe exsangue comprenant onze joueurs blessés ou fiévreux sur les vingt-trois, dont Lee Chung-yong et Koo Ja-cheol pour lesquels la compétition est terminée. En grande méforme avant le début de la compétition, l'Australie a réalisé des débuts tonitruants contre le Koweït et Oman, mais n'a pas su confirmer contre la première grosse équipe qu'elle a rencontré. Elle rencontrera la Chine en quarts de finale, un adversaire à priori abordable. En gagnant un match, Oman, malgré la relative déception exprimée par Paul Le Guen, a réalisé une compétition honorable nonobstant la lourde défaite contre le pays hôte en se plaçant troisième dans un groupe très relevé. Pour le Koweït, le bilan est le même que quatre ans plus tôt à l'édition 2011. Il termine avec zéro point et un seul but inscrit, mais ce coup-ci dans le « groupe de la mort ». Il aura la satisfaction qu'il s'agit du premier but de la compétition, mais regrettera son incapacité à concrétiser de nombreuses occasions, notamment celles contre la Corée du Sud et Oman.

#### Groupe B
|   | Équipe          | Pts | J | G | N | P | Bp | Bc | Diff |
| - | --------------- | --- | - | - | - | - | -- | -- | ---- |
| 1 | Chine           | 9   | 3 | 3 | 0 | 0 | 5  | 2  | +3   |
| 2 | Ouzbékistan     | 6   | 3 | 2 | 0 | 1 | 5  | 3  | +2   |
| 3 | Arabie saoudite | 3   | 3 | 1 | 0 | 2 | 5  | 5  | 0    |
| 4 | Corée du Nord   | 0   | 3 | 0 | 0 | 3 | 2  | 7  | -5   |

| J1                             | Ouzbékistan | 1 - 0 | Corée du Nord | Stadium Australia, Sydney   |                             |
| 10 janvier 2015 18:00 (UTC+11) |             |       |               | Arbitrage : Nawaf Shukralla | Arbitrage : Nawaf Shukralla |

| J1                             | Arabie saoudite | 0 - 1 | Chine | Suncorp Stadium, Brisbane   |                             |
| 10 janvier 2015 19:00 (UTC+10) |                 |       |       | Arbitrage : Alireza Faghani | Arbitrage : Alireza Faghani |

| J2                             | Corée du Nord | 1 - 4 | Arabie saoudite | Melbourne Rectangular Stadium, Melbourne |                                |
| 14 janvier 2015 18:00 (UTC+11) |               |       |                 | Arbitrage : Abdullah Al Hilali           | Arbitrage : Abdullah Al Hilali |

| J2                             | Chine | 2 - 1 | Ouzbékistan | Suncorp Stadium, Brisbane           |                                     |
| 14 janvier 2015 19:00 (UTC+10) |       |       |             | Arbitrage : Mohammed Abdulla Hassan | Arbitrage : Mohammed Abdulla Hassan |

| J3                             | Ouzbékistan | 3 - 1 | Arabie saoudite | Melbourne Rectangular Stadium, Melbourne |                          |
| 18 janvier 2015 20:00 (UTC+11) |             |       |                 | Arbitrage : Ben Williams                 | Arbitrage : Ben Williams |

| J3                             | Chine | 2 - 1 | Corée du Nord | Canberra Stadium, Canberra    |                               |
| 18 janvier 2015 20:00 (UTC+11) |       |       |               | Arbitrage : Abdulrahman Abdou | Arbitrage : Abdulrahman Abdou |

Le groupe B est de loin le plus homogène de tous, mais également le seul dans lequel ne figure pas de favori à la victoire finale. L'Ouzbékistan, après avoir calé deux fois de suite au stade des quarts de finale, a franchi un palier en 2011 en accédant aux demi-finales de la Coupe d'Asie. Oq boʻrilar (les Loups Blancs) ont ensuite manqué de très peu la qualification pour la Coupe du monde 2014. Qualifiée malgré un début de qualifications raté pour cette édition de la Coupe d'Asie, la sélection d'Asie centrale se place en légère favorite du groupe. Elle sera épaulée par deux expatriés en Russie, Odil Ahmedov du FK Krasnodar et Vitaliy Denisov du Lokomotiv Moscou, mais aussi Server Djeparov qui joue en Corée du Sud avec Seongnam. L'Arabie saoudite et la Chine se retrouvent après avoir été dans le même groupe de qualification. L'Arabie saoudite, triple vainqueur, est sur le déclin depuis plusieurs années. Éliminée avec trois défaites en 2011 et non qualifiée pour le dernier tour des éliminatoires du Mondial 2014, l'espoir saoudien est permis. L'Arabie saoudite a survolé son groupe de qualification avec un seul nul concédé et l'Al-Hilal Riyad s'est hissé jusqu'en finale de la dernière Ligue des champions asiatique. La Chine est aussi sur le déclin après la période faste du début des années 2000, mais son sélectionneur, Alain Perrin, peut s'appuyer sur la dynamique de la victoire du Guangzhou Evergrande en Ligue des champions asiatique. La Corée du Nord constitue le mystère de la compétition, qualifiée uniquement en remportant l'AFC Challenge Cup 2012. Contrairement à l'usage habituel, la Corée du Nord n'a convoqué que vingt-deux joueurs au lieu des vingt-trois. Les Chollimas comptent dans leur rang trois joueurs évoluant à l'étranger dont le Nord-Coréen Pak Kwang-ryong, le premier joueur de son pays à avoir joué la Ligue des champions en 2011 alors qu'il était sous les couleurs du FC Bâle.
Dans le match d'ouverture du groupe entre l'Ouzbékistan et la Corée du Nord, la première mi-temps est plutôt équilibrée, mais en deuxième période c'est l'Ouzbékistan qui prend l'ascendant. Après un match à caractère offensif, les Loups blancs viennent à bout des Moustiques rouges par un but d'Igor Sergueïev (1-0). Dans l'autre rencontre, la Chine prend sa revanche sur l'équipe qui l'avait battue dans les éliminatoires par un but de Yu Hai en fin de match (0-1). La défaite est très regrettable pour l'Arabie saoudite, un penalty ayant été manqué près d'une vingtaine de minutes avant le but. Dans le match opposant les deux perdants de la première journée, l'erreur n'est plus permise. Dans une première mi-temps équilibrée, la Corée du Nord ouvre le score puis se fait rejoindre avant la pause. En deuxième mi-temps, l'Arabie saoudite atomise la défense nord-coréenne dont la fragilité est symbolisée par l'erreur du gardien lors du triplé saoudien (4-1). Dans l'autre match, l'Ouzbékistan ouvre le score et semble en voie de tenir son rang pour obtenir sa qualification, mais c'est finalement la Chine qui va déjouer les pronostics et l'arracher en deuxième mi-temps (2-1). C'est la première fois que la Chine dépasse la phase de poule depuis 2004 et c'est aussi la première fois que les Chinois battent l'Ouzbékistan en phase finale de Coupe d'Asie, ces mêmes Ouzbeks les ayant éliminés en 2011, 2007 et vaincus en 1996. Les Chinois vainquent le signe indien en battant leur bête noire et s'adjugent la première du groupe. Le match Ouzbékistan - Arabie saoudite est une finale de groupe pour la deuxième place de la poule. Au terme d'un match spectaculaire et offensif, l'Ouzbékistan obtient sa qualification en ouvrant le score puis en triplant la mise après l'égalisation saoudienne sur penalty (3-1). Sardor Rashidov inscrit un doublé propulsant son équipe en quarts de finale. Malgré une belle résistance, la Corée du Nord concède trois points supplémentaires à la Chine qui réalise ainsi un sans-faute dans un match sans enjeu (2-1).
Véritable révélation de ce premier tour, la Chine n'était pas attendue pour réaliser un sans-faute. Qualifiée de dernière minute mais parvenue à profiter de l’homogénéité de son groupe, elle obtient sa première qualification pour les quarts de finale depuis 2004 et réalise le meilleur premier tour d'une Coupe d'Asie de son histoire grâce à ce sans-faute. Les choix du sélectionneur Alain Perrin, arrivé un peu plus de six mois plus tôt, semblent avoir payé et la Chine est invaincue depuis juin 2014. Elle sera cependant confrontée à un défi de taille en quart de finale puisqu'elle devra se mesurer au pays hôte, l'Australie. L'Ouzbékistan, bien que non-qualifié en tant que premier de son groupe, a tenu son rang en obtenant également son billet pour les quarts de finale pour la quatrième fois consécutive. Comme à son habitude, les atouts offensifs de l'Ouzbékistan se sont illustrés, mais ont néanmoins montré un manque de finition mis en évidence par la courte victoire face à la Corée du Nord et la défaite évitable contre la Chine. Il sera opposé en quarts de finale à la Corée du Sud pour une revanche de la petite finale de 2011. L'Arabie saoudite quitte la Coupe d'Asie dès le premier tour pour la deuxième fois consécutive et s'impose comme l'une des déceptions du premier tour bien que le bilan comptable soit meilleur qu'en 2011 avec une victoire. Quant à la Corée du Nord, elle confirme son déclin après son retour sur la scène mondiale en Coupe du monde 2010. Malgré des tentatives intéressantes, les Moustiques rouges auront été trop friables en défense.

#### Groupe C
|   | Équipe              | Pts | J | G | N | P | Bp | Bc | Diff |
| - | ------------------- | --- | - | - | - | - | -- | -- | ---- |
| 1 | Iran                | 9   | 3 | 3 | 0 | 0 | 4  | 0  | +4   |
| 2 | Émirats arabes unis | 6   | 3 | 2 | 0 | 1 | 6  | 3  | +3   |
| 3 | Bahreïn             | 3   | 3 | 1 | 0 | 2 | 3  | 5  | -2   |
| 4 | Qatar               | 0   | 3 | 0 | 0 | 3 | 2  | 7  | -5   |

| J1                             | Émirats arabes unis | 4 - 1 | Qatar | Canberra Stadium, Canberra |                            |
| 11 janvier 2015 18:00 (UTC+11) |                     |       |       | Arbitrage : Kim Jong-hyeok | Arbitrage : Kim Jong-hyeok |

| J1                             | Iran | 2 - 0 | Bahreïn | Melbourne Rectangular Stadium, Melbourne |                          |
| 11 janvier 2015 20:00 (UTC+11) |      |       |         | Arbitrage : Ben Williams                 | Arbitrage : Ben Williams |

| J2                             | Bahreïn | 1 - 2 | Émirats arabes unis | Canberra Stadium, Canberra |                         |
| 15 janvier 2015 18:00 (UTC+11) |         |       |                     | Arbitrage : Chris Beath    | Arbitrage : Chris Beath |

| J2                             | Qatar | 0 - 1 | Iran | Stadium Australia, Sydney   |                             |
| 15 janvier 2015 20:00 (UTC+11) |       |       |      | Arbitrage : Ravshan Irmatov | Arbitrage : Ravshan Irmatov |

| J3                             | Iran | 1 - 0 | Émirats arabes unis | Brisbane Stadium, Brisbane |                        |
| 19 janvier 2015 19:00 (UTC+10) |      |       |                     | Arbitrage : Ryuji Sato     | Arbitrage : Ryuji Sato |

| J3                             | Qatar | 1 - 2 | Bahreïn | Stadium Australia, Sydney      |                                |
| 19 janvier 2015 20:00 (UTC+11) |       |       |         | Arbitrage : Abdullah Al Hilali | Arbitrage : Abdullah Al Hilali |

Ce groupe C très orienté vers le Golfe Persique du Moyen-Orient a la particularité de rassembler quatre équipes habituées de la Coupe d'Asie que l'Iran, les Émirats arabes unis, le Qatar et Bahreïn n'ont plus manqué depuis 2000. Trois de ces nations ont disputé dans le même groupe les éliminations de la Coupe du monde 2014 deux ans plus tôt. L'Iran semble le mieux armé pour sortir du groupe. Il est l'un des quatre favoris de la Coupe d'Asie, a réalisé une Coupe du monde 2014 honorable sur le plan du jeu, s'est qualifié très facilement pour la compétition, dispose d'un sélectionneur expérimenté en la personne de Carlos Queiroz et de plusieurs individualités intéressantes telles que Sardar Azmoun, Javad Nekounam, Ashkan Dejagah, Karim Ansarifard ou Reza Ghoochannejhad. Pour la deuxième place, la lutte s'annonce ouverte. Les Émirats arabes unis et le Qatar ont réussi leurs matchs de préparation avec plusieurs victoires encourageantes. Les Émirats arabes unis ont connu beaucoup de difficultés en tant que sélection et manquent de résultats après la période dorée des années 1990, mais ont obtenu haut la main leur qualification pour la phase finale avec le meilleur rendement comptable malgré la présence de l'Ouzbékistan dans le groupe et ont participé aux Jeux olympiques de Londres. Leur effectif est entièrement constitué de joueurs évoluant dans le championnat local, l'un des plus attractifs du Golfe. Quart de finaliste en 2011, le Qatar éprouve également des difficultés à s'imposer comme une valeur sûre d'Asie et n'a jamais pu franchir le stade des quarts en deux tentatives. Organisateur de la Coupe du monde 2022, les progrès du pays sont perceptibles. Le Qatar a remporté la Coupe du Golfe et reste sur onze matchs sans défaite. Finaliste en 2004, Bahreïn veut aussi atteindre les quarts de finale après deux éliminations dès le premier tour. Ismaeel Abdullatif est la meilleure individualité de la sélection. En qualifications, Bahreïn a battu le Qatar, a fini devant lui au classement final et a l'intention de recommencer pour accrocher la deuxième place.
La première journée donne lieu à deux rencontres spectaculaires jouées à quelques minutes d'intervalle. Dans le match d'ouverture du groupe, le Qatar ouvre le score d'un but somptueux de Khalfan Ibrahim face aux Émirats arabes unis, mais ces-derniers égalisent puis font exploser la défense qatarie en deuxième mi-temps pour remporter une victoire confortable (4-1). Ali Mabkhout et Ahmed Khalil s'offrent chacun les premiers doublés de la compétition. Peu après, l'Iran s'impose difficilement en inscrivant deux beaux buts face à une vaillante équipe de Bahreïn qui n'a pas démérité (2-0). Durant ce match très plaisant, les deux équipes auront manqué de réalisme. Dans la deuxième journée, les Émirats arabes unis et l'Iran jouent leur qualification mathématique alors que Bahreïn et le Qatar jouent leur survie. Au premier match opposant les Émirats arabes unis et Bahreïn, Ali Mabkhout bat le record du but inscrit le plus rapidement en ouvrant le score après seulement quinze secondes pour Al Sukoor (les Faucons). Malgré leur égalisation, Al Theeb Al Ahmar (les Loups rouges) ne peuvent éviter une quasi-élimination en concédant le deuxième but contre des Émirats arabes unis séduisants. L'Iran tient son rang non sans difficulté face au Qatar, qualifiant les UAE et lui-même (1-0). Sur un très beau contrôle, Sardar Azmoun inscrit le seul but de la partie. Alors que les presqu'îles du Golfe Persique joueront pour l'honneur, les Émirats arabes unis et l'Iran vont s'affronter lors d'une « finale de groupe » pour se départager avec un avantage pour les premiers qui peuvent se permettre le nul. Cette rencontre décisive manque de peu d'être le premier match nul de la compétition avec un score vierge, mais Reza Ghoochannejhad en décide autrement pour offrir la victoire à l'Iran dans le temps additionnel (1-0). Grâce à cette victoire, l'Iran finit en tête de son groupe tandis que les Émirats arabes unis doivent se contenter de la deuxième place. Dans un match sans enjeu, le Qatar et Bahreïn étant déjà éliminés, ces-derniers s'imposent contre leurs voisins comme en qualifications (2-1).
L'Iran finit premier de son groupe avec trois victoires, ses cages inviolées et confirme ses ambitions bien qu'il ait connu des difficultés à se hisser à la première place du groupe. Les Émirats arabes unis constituent l'une des meilleures surprises du premier tour après plusieurs échecs successifs. Parvenus à tenir tête au grand favori iranien et à s'extraire avec facilité aux dépens de ses deux principaux concurrents, ils n'étaient pas attendus comme une sélection prévoyant de se battre pour la première place du groupe, le premier objectif pour eux ayant été la qualification. Pour Bahreïn, le bilan est mitigé. Si celui-ci se targue d'avoir battu le Qatar après plusieurs résultats douteux, son élimination est devenue effective après seulement deux jours. Pour le Qatar, à l'exception du beau but de Khalfan Ibrahim, la compétition est à oublier. Pourtant sur une belle dynamique avec onze match d'invincibilité, il n'a pas été capable de confirmer cette forme. La sélection concentre les doutes à sept ans de l'organisation de la Coupe du monde 2022.

#### Groupe D
|   | Équipe    | Pts | J | G | N | P | Bp | Bc | Diff |
| - | --------- | --- | - | - | - | - | -- | -- | ---- |
| 1 | Japon     | 9   | 3 | 3 | 0 | 0 | 7  | 0  | +7   |
| 2 | Irak      | 6   | 3 | 2 | 0 | 1 | 3  | 1  | +2   |
| 3 | Jordanie  | 3   | 3 | 1 | 0 | 2 | 5  | 4  | +1   |
| 4 | Palestine | 0   | 3 | 0 | 0 | 3 | 1  | 11 | -10  |

| J1                             | Japon | 4 - 0 | Palestine | Newcastle Stadium, Newcastle  |                               |
| 12 janvier 2015 18:00 (UTC+11) |       |       |           | Arbitrage : Abdulrahman Abdou | Arbitrage : Abdulrahman Abdou |

| J1                             | Jordanie | 0 - 1 | Irak | Brisbane Stadium, Brisbane   |                              |
| 12 janvier 2015 19:00 (UTC+10) |          |       |      | Arbitrage : Fahad al-Mirdasi | Arbitrage : Fahad al-Mirdasi |

| J2                             | Palestine | 1 - 5 | Jordanie | Melbourne Rectangular Stadium, Melbourne |                            |
| 16 janvier 2015 18:00 (UTC+11) |           |       |          | Arbitrage : Kim Jong-hyeok               | Arbitrage : Kim Jong-hyeok |

| J2                             | Irak | 0 - 1 | Japon | Brisbane Stadium, Brisbane  |                             |
| 16 janvier 2015 20:00 (UTC+11) |      |       |       | Arbitrage : Alireza Faghani | Arbitrage : Alireza Faghani |

| J3                             | Japon | 2 - 0 | Jordanie | Melbourne Rectangular Stadium, Melbourne |                             |
| 20 janvier 2015 20:00 (UTC+11) |       |       |          | Arbitrage : Ravshan Irmatov              | Arbitrage : Ravshan Irmatov |

| J3                             | Irak | 2 - 0 | Palestine | Canberra Stadium, Canberra          |                                     |
| 20 janvier 2015 20:00 (UTC+11) |      |       |           | Arbitrage : Mohammed Abdulla Hassan | Arbitrage : Mohammed Abdulla Hassan |

Ce groupe D est le plus déséquilibré de la compétition entre le Japon, quadruple vainqueur et tenant du titre, et la Palestine qui n'en est qu'à sa première participation. L'Irak et la Jordanie semblent être les équipes qui devraient se battre pour la deuxième place. Le Japon dispose du meilleur effectif du continent et fait logiquement figure de favori du groupe et de la compétition, mais reste sur une Coupe du monde 2014 complètement ratée (à l'image de toutes les équipes asiatiques) avec une élimination en dernière place d'un groupe abordable. L'ère d'après-Mondial a été marquée par une forte agitation avec un changement de sélectionneur et des résultats très irréguliers en préparation. La Jordanie a accédé aux quarts de finale pour ses deux précédentes participations et s'est hissé jusqu'au barrages de la Coupe du monde, mais elle aborde la compétition en plein doute à cause d'une préparation ratée, la Jordanie n'ayant plus remporté le moindre match depuis mars 2014. L'Irak est en perte de vitesse depuis sa victoire surprise en 2007, mais a toujours dépassé le premier tour lors de ses six dernières participations. L'équipe est essentiellement composée de joueurs locaux. Younis Mahmoud, héros de 2007, est toujours présent bien que sans club de 2013. Si l'Irak a raté sa Coupe du Golfe 2014, il peut s'appuyer sur la dynamique de la quatrième place que les moins de 20 ans ont remporté en Coupe du monde U20 2013. La Palestine est quant à elle le petit poucet du groupe. Qualifiée de dernière minute, elle ne participe qu'à sa première compétition internationale et vient avec l'ambition d'acquérir de l'expérience. Elle aura le prestige de commencer son premier match de phase finale face à l'équipe la plus titrée de la compétition.
Le premier match voit la sélection ayant le meilleur effectif se mesurer au petit poucet de la compétition. Sans surprise, le Japon défait sans le moindre mal une équipe de Palestine qui aura subi jusqu'au bout (4-0). Ce match révèle toutefois les capacités hors-normes du gardien palestinien Ramzi Saleh, auteur de nombreux arrêts spectaculaires et de haut niveau. Le match entre la Jordanie et l'Irak est un match déjà décisif entre deux rivaux directs visant la deuxième place. Dans une rencontre très équilibrée, l'Irak bat la Jordanie sur un but tardif de Yaser Kasim et prend une option en vue d'une qualification (0-1). Le match entre l'Irak et le Japon est une rencontre déterminante pour la première place tandis que la Jordanie et la Palestine sont toutes les deux menacées d'élimination dès le deuxième match. La deuxième journée voit la modeste équipe palestinienne s'incliner lourdement face à la Jordanie dans une rencontre où la Palestine a résisté plus d'une demi-heure avant l'ouverture du score par Yousef Al-Rawashdeh (5-1). Le Jordanien Hamza Al-Dardour inscrit un quadruplé lors de ce match. Dans la rencontre Irak-Japon, les tenants du titre s'imposent logiquement au regard de leur statut et du match grâce à un penalty, jugé généreux, de Honda face à une équipe d'Irak loin d'être ridicule qui s'est créée plusieurs occasions de buts (1-0). Cette victoire s'avère cependant insuffisante pour qualifier officiellement le Japon, une défaite face à la Jordanie sur deux buts d'écart combinée à une victoire de l'Irak sur la Palestine pouvant l'éliminer, mais les Samouraïs bleus se retrouvent en position très confortable. De même, la Palestine n'est pas officiellement éliminée, mais aurait besoin d'un miracle pour se hisser en quarts. Enfin, pour la dernière journée de ces phases de poules, le Japon assure sa qualification et première place grâce à une victoire sur la Jordanie au terme d'un match maîtrisé de bout en bout (2-0). Ce résultat qualifie l'Irak en deuxième place quel que soit son résultat, mais celui-ci réalise tout de même sa part de travail. Les Irakiens connaissent des difficultés à vaincre des Palestiniens bien plus résistants que lors de leurs deux précédentes apparitions, ces derniers tenant leurs cages inviolées à la pause. Un but en début et fin de seconde période mettent définitivement fin à cette belle résistance (2-0). Ces deux rencontres clôturent une phase de poule durant laquelle aucun match ne se sera terminé sur un nul et donc aucun sur un score vierge.
Dans un groupe largement abordable, le Japon aura tenu son rang et se qualifie pour les quarts de finale où il affrontera les Émirats arabes unis. À l'exception de l'Irak, aucune des équipes du groupe n'aura réellement été en mesure de le faire douter. Dans un groupe à configuration particulière, l'Irak était quasi-assuré de se qualifier après sa première victoire contre la Jordanie. En remportant son duel contre cette-dernière, l'Irak obtient une sixième qualification consécutive pour les quarts de finale qu'il n'a plus quitté depuis 1992. Il affrontera l'Iran en quarts de finale pour un derby entre rivaux. Pour la Jordanie, malgré sa large victoire contre la Palestine, l'édition 2015 est une déception. Après deux quarts de finale, c'est la première fois que les Jordaniens sont éliminés dès le premier tour de la Coupe d'Asie. La Palestine termine avec le plus mauvais bilan de la compétition, mais cela ne constitue pas une grosse déception. Avec un effectif extrêmement limité, le plus important pour elle était de connaître l'expérience d'une compétition internationale ce qu'elle n'avait jamais connu auparavant.

### Phase à élimination directe
|  | Quarts de finale                                               | Quarts de finale                                               | Quarts de finale                                               | Quarts de finale                                               |            |                     | Demi-finales                                    | Demi-finales                                    | Demi-finales                                    | Demi-finales                                    |                                                 |                                                 | Finale                                         | Finale                                         | Finale                                         | Finale                                         |
|  |                                                                |                                                                |                                                                |                                                                |            |                     |                                                 |                                                 |                                                 |                                                 |                                                 |                                                 |                                                |                                                |                                                |                                                |
|  | Q1 - 22 janvier 2015, Melbourne Rectangular Stadium, Melbourne | Q1 - 22 janvier 2015, Melbourne Rectangular Stadium, Melbourne | Q1 - 22 janvier 2015, Melbourne Rectangular Stadium, Melbourne | Q1 - 22 janvier 2015, Melbourne Rectangular Stadium, Melbourne |            |                     | D1 - 26 janvier 2015, Stadium Australia, Sydney | D1 - 26 janvier 2015, Stadium Australia, Sydney | D1 - 26 janvier 2015, Stadium Australia, Sydney | D1 - 26 janvier 2015, Stadium Australia, Sydney |                                                 |                                                 | F - 31 janvier 2015, Stadium Australia, Sydney | F - 31 janvier 2015, Stadium Australia, Sydney | F - 31 janvier 2015, Stadium Australia, Sydney | F - 31 janvier 2015, Stadium Australia, Sydney |
|  | Q1 - 22 janvier 2015, Melbourne Rectangular Stadium, Melbourne | Q1 - 22 janvier 2015, Melbourne Rectangular Stadium, Melbourne | Q1 - 22 janvier 2015, Melbourne Rectangular Stadium, Melbourne | Q1 - 22 janvier 2015, Melbourne Rectangular Stadium, Melbourne |            |                     | D1 - 26 janvier 2015, Stadium Australia, Sydney | D1 - 26 janvier 2015, Stadium Australia, Sydney | D1 - 26 janvier 2015, Stadium Australia, Sydney | D1 - 26 janvier 2015, Stadium Australia, Sydney |                                                 |                                                 | F - 31 janvier 2015, Stadium Australia, Sydney | F - 31 janvier 2015, Stadium Australia, Sydney | F - 31 janvier 2015, Stadium Australia, Sydney | F - 31 janvier 2015, Stadium Australia, Sydney |
|  | 1er Grp A                                                      | Corée du Sud                                                   | 2ap                                                            | 2ap                                                            |            |                     | D1 - 26 janvier 2015, Stadium Australia, Sydney | D1 - 26 janvier 2015, Stadium Australia, Sydney | D1 - 26 janvier 2015, Stadium Australia, Sydney | D1 - 26 janvier 2015, Stadium Australia, Sydney |                                                 |                                                 | F - 31 janvier 2015, Stadium Australia, Sydney | F - 31 janvier 2015, Stadium Australia, Sydney | F - 31 janvier 2015, Stadium Australia, Sydney | F - 31 janvier 2015, Stadium Australia, Sydney |
|  | 1er Grp A                                                      | Corée du Sud                                                   | 2ap                                                            | 2ap                                                            |            |                     | D1 - 26 janvier 2015, Stadium Australia, Sydney | D1 - 26 janvier 2015, Stadium Australia, Sydney | D1 - 26 janvier 2015, Stadium Australia, Sydney | D1 - 26 janvier 2015, Stadium Australia, Sydney |                                                 |                                                 | F - 31 janvier 2015, Stadium Australia, Sydney | F - 31 janvier 2015, Stadium Australia, Sydney | F - 31 janvier 2015, Stadium Australia, Sydney | F - 31 janvier 2015, Stadium Australia, Sydney |
|  | 2e Grp B                                                       | Ouzbékistan                                                    | 0                                                              | 0                                                              |            |                     | D1 - 26 janvier 2015, Stadium Australia, Sydney | D1 - 26 janvier 2015, Stadium Australia, Sydney | D1 - 26 janvier 2015, Stadium Australia, Sydney | D1 - 26 janvier 2015, Stadium Australia, Sydney |                                                 |                                                 | F - 31 janvier 2015, Stadium Australia, Sydney | F - 31 janvier 2015, Stadium Australia, Sydney | F - 31 janvier 2015, Stadium Australia, Sydney | F - 31 janvier 2015, Stadium Australia, Sydney |
|  | 2e Grp B                                                       | Ouzbékistan                                                    | 0                                                              | 0                                                              | V 1er Qrt  | Corée du Sud        | 2                                               | 2                                               |                                                 |                                                 |                                                 |                                                 | F - 31 janvier 2015, Stadium Australia, Sydney | F - 31 janvier 2015, Stadium Australia, Sydney | F - 31 janvier 2015, Stadium Australia, Sydney | F - 31 janvier 2015, Stadium Australia, Sydney |
|  | Q2 - 23 janvier 2015, Canberra Stadium, Canberra               |                                                                |                                                                |                                                                | V 1er Qrt  | Corée du Sud        | 2                                               | 2                                               |                                                 |                                                 |                                                 |                                                 | F - 31 janvier 2015, Stadium Australia, Sydney | F - 31 janvier 2015, Stadium Australia, Sydney | F - 31 janvier 2015, Stadium Australia, Sydney | F - 31 janvier 2015, Stadium Australia, Sydney |
|  |                                                                |                                                                | V 2e Qrt                                                       | Irak                                                           | 0          | 0                   |                                                 |                                                 |                                                 |                                                 |                                                 |                                                 | F - 31 janvier 2015, Stadium Australia, Sydney | F - 31 janvier 2015, Stadium Australia, Sydney | F - 31 janvier 2015, Stadium Australia, Sydney | F - 31 janvier 2015, Stadium Australia, Sydney |
|  | 1er Grp C                                                      | Iran                                                           | V 2e Qrt                                                       | Irak                                                           | 0          | 0                   | 3 (6)                                           | 3 (6)                                           |                                                 |                                                 |                                                 |                                                 | F - 31 janvier 2015, Stadium Australia, Sydney | F - 31 janvier 2015, Stadium Australia, Sydney | F - 31 janvier 2015, Stadium Australia, Sydney | F - 31 janvier 2015, Stadium Australia, Sydney |
|  | 1er Grp C                                                      | Iran                                                           | D2 - 27 janvier 2015, Hunter Stadium, Newcastle                |                                                                |            |                     | 3 (6)                                           | 3 (6)                                           |                                                 |                                                 |                                                 |                                                 | F - 31 janvier 2015, Stadium Australia, Sydney | F - 31 janvier 2015, Stadium Australia, Sydney | F - 31 janvier 2015, Stadium Australia, Sydney | F - 31 janvier 2015, Stadium Australia, Sydney |
|  | 2e Grp D                                                       | Irak                                                           | 3 (7)                                                          | 3 (7)                                                          |            |                     |                                                 |                                                 |                                                 |                                                 |                                                 |                                                 | F - 31 janvier 2015, Stadium Australia, Sydney | F - 31 janvier 2015, Stadium Australia, Sydney | F - 31 janvier 2015, Stadium Australia, Sydney | F - 31 janvier 2015, Stadium Australia, Sydney |
|  | 2e Grp D                                                       | Irak                                                           | 3 (7)                                                          | 3 (7)                                                          | V 1re Demi | Corée du Sud        | 1                                               | 1                                               |                                                 |                                                 |                                                 |                                                 |                                                |                                                |                                                |                                                |
|  | Q3 - 22 janvier 2015, Suncorp Stadium, Brisbane                |                                                                |                                                                |                                                                | V 1re Demi | Corée du Sud        | 1                                               | 1                                               |                                                 |                                                 |                                                 |                                                 |                                                |                                                |                                                |                                                |
|  |                                                                |                                                                | V 2e Demi                                                      | Australie                                                      | 2ap        | 2ap                 |                                                 |                                                 |                                                 |                                                 |                                                 |                                                 |                                                |                                                |                                                |                                                |
|  | 1er Grp B                                                      | Chine                                                          | V 2e Demi                                                      | Australie                                                      | 2ap        | 2ap                 | 0                                               | 0                                               |                                                 |                                                 |                                                 |                                                 |                                                |                                                |                                                |                                                |
|  | 1er Grp B                                                      | Chine                                                          |                                                                |                                                                |            |                     |                                                 |                                                 |                                                 |                                                 |                                                 |                                                 |                                                |                                                |                                                |                                                |
|  | 2e Grp A                                                       | Australie                                                      | 2                                                              | 2                                                              |            |                     |                                                 |                                                 |                                                 |                                                 |                                                 |                                                 |                                                |                                                |                                                |                                                |
|  | 2e Grp A                                                       | Australie                                                      | 2                                                              | 2                                                              | V 3e Qrt   | Australie           | 2                                               | 2                                               | Match pour la troisième place                   | Match pour la troisième place                   | Match pour la troisième place                   | Match pour la troisième place                   |                                                |                                                |                                                |                                                |
|  | Q4 - 23 janvier 2015, Stadium Australia, Sydney                |                                                                |                                                                |                                                                | V 3e Qrt   | Australie           | 2                                               | 2                                               | Match pour la troisième place                   | Match pour la troisième place                   | Match pour la troisième place                   | Match pour la troisième place                   |                                                |                                                |                                                |                                                |
|  |                                                                |                                                                | V 4e Qrt                                                       | Émirats arabes unis                                            | 0          | 0                   |                                                 |                                                 | PF - 30 janvier 2015, Hunter Stadium, Newcastle | PF - 30 janvier 2015, Hunter Stadium, Newcastle | PF - 30 janvier 2015, Hunter Stadium, Newcastle | PF - 30 janvier 2015, Hunter Stadium, Newcastle |                                                |                                                |                                                |                                                |
|  | 1er Grp D                                                      | Japon                                                          | V 4e Qrt                                                       | Émirats arabes unis                                            | 0          | 0                   | 1 (4)                                           | 1 (4)                                           | PF - 30 janvier 2015, Hunter Stadium, Newcastle | PF - 30 janvier 2015, Hunter Stadium, Newcastle | PF - 30 janvier 2015, Hunter Stadium, Newcastle | PF - 30 janvier 2015, Hunter Stadium, Newcastle |                                                |                                                |                                                |                                                |
|  | 1er Grp D                                                      | Japon                                                          |                                                                |                                                                |            |                     |                                                 | 1 (4)                                           |                                                 |                                                 | D 1re Demi                                      | Irak                                            | 2                                              | 2                                              |                                                |                                                |
|  | 2e Grp C                                                       | Émirats arabes unis                                            | 1 (5)                                                          | 1 (5)                                                          |            |                     |                                                 |                                                 |                                                 |                                                 | D 1re Demi                                      | Irak                                            | 2                                              | 2                                              |                                                |                                                |
|  | 2e Grp C                                                       | Émirats arabes unis                                            | 1 (5)                                                          | 1 (5)                                                          | D 2e Demi  | Émirats arabes unis | 3                                               | 3                                               |                                                 |                                                 |                                                 |                                                 |                                                |                                                |                                                |                                                |
|  |                                                                |                                                                |                                                                |                                                                |            |                     |                                                 |                                                 |                                                 |                                                 |                                                 |                                                 |                                                |                                                |                                                |                                                |

#### Quarts de finale
| 22 janvier 2015 | Corée du Sud | 2 - 0 a.p. | Ouzbékistan | Melbourne Rectangular Stadium, Melbourne |                              |
| 18:30 (UTC+11)  |              |            |             | Arbitrage : Fahad Al-Mirdasi             | Arbitrage : Fahad Al-Mirdasi |

La Corée du Sud, vainqueur d'un groupe comprenant l'Australie avec trois victoires et aucun but encaissé, part favorite du premier quart de finale face à l'Ouzbékistan, second de son groupe derrière la surprenante Chine. Guerriers Taeguks et Loups blancs se sont déjà affrontés à plusieurs reprises les années précédentes et les rencontres ont souvent tourné à l'avantage des Coréens. Le match a des airs de revanches sur plusieurs points. Quatre ans plus tôt, la Corée du Sud s'étaient hissée sur le podium en battant l'Ouzbékistan, puis en 2013, le pays du Matin calme s'était qualifié pour la Coupe du monde 2014 aux dépens de la sélection d'Asie centrale grâce à une meilleure différence de but. Mais face à une sélection est-asiatique décimée par les blessures et les maladies, l'Ouzbékistan peut prétendre à prendre une double revanche.
Ce sont pourtant les Ouzbeks qui rentrent le mieux dans leur match. Loutfoulla Touraïev du Lokomotiv Tachkent manque de peu la réception d'un centre. Les Guerriers Taeguks prennent ensuite le contrôle de la partie avec bien plus d'application et de collectif que leurs adversaires dans la construction de leurs actions, mais le score reste vierge par manque de réalisme. Le gardien Ignatiy Nesterov réalise une parade décisive en déviant un tir cadré du bout des doigts. En deuxième mi-temps, Loutfoulla Touraïev continue de faire peur aux Sud-Coréens sur une tête rasant le poteau du but vide, puis la Corée du Sud, comptant notamment sur la rapidité de ses ailiers Son Heung-min du Bayer Leverkusen et Lee Keun-ho du El Jaish SC reprend le contrôle du match, toujours en se montrant très constructive et créative, mais l'Ouzbékistan tient bon pour le reste du temps réglementaire. C'est la première fois de la compétition qu'un match se finit sur un nul ainsi que sans but à l'issue du temps réglementaire. Lors de la prolongation, Son Heung-min inscrit un doublé propulsant la Corée du Sud pour sa dixième demi-finale, un record à l'échelle continentale.
La Corée du Sud, malgré ses nombreux problèmes d'effectif, se qualifie pour les demi-finales. À la suite des éliminations iraniennes et japonaises, elle demeure la seule sélection à avoir conservé ses cages inviolées à l'approche des demi-finales. L'Ouzbékistan a atteint son objectif et, éliminé de peu, repart la tête haute.
| 22 janvier 2015 | Chine | 0 - 2 | Australie | Brisbane Stadium, Brisbane |                            |
| 20:30 (UTC+10)  |       |       |           | Arbitrage : Kim Jong-hyeok | Arbitrage : Kim Jong-hyeok |

Dans le troisième quart de finale, joué avant le deuxième, la Chine, surprise du premier tour, affronte l'Australie, pays hôte. Malgré une phase de groupe maîtrisée de bout en bout, la Chine ne part pas favorite de cette rencontre contre l'Australie qui, malgré sa défaite contre la Corée du Sud, demeure favorite de la compétition. Cette affiche est inédite car c'est la première fois que la Grande Muraille et les Socceroos se croisent en Coupe d'Asie. Alors que pour les premiers, l'objectif des quarts est atteint, pour les seconds, l'objectif est la victoire finale. L'Australie aborde le match pour le remporter en vue de gagner la compétition alors que la Chine va tenter de confirmer sa forme éclatante en continuant de créer la surprise face à un favori de la Coupe d'Asie.
Si la première mi-temps est clairement à l'avantage des Australiens au niveau de la possession, les Chinois se créent plusieurs occasions de buts telles qu'un tir croisé de Wu Lei ou deux frappes de Ji Xiang dont une contrée et une manquée. La force de frappe de Sun Ke, trois fois buteur, a également posé problème aux hôtes. L'Australie manque également plusieurs occasions de buts. Cette première mi-temps équilibrée s'achève néanmoins sur un score de parité sans but. En deuxième période, l'Australie prend pleinement le contrôle du match et prend l'ascendant moins de trois minutes après le retour des vestiaires grâce à un retourné acrobatique de Tim Cahill des Red Bulls de New York. Les offensives australiennes se multiplient et la Chine n'a que très peu de répit pour construire ses actions, toutes contrées, manquées ou inachevées. Ce même Tim Cahill double la mise et l'Australie valide sa victoire sur la Chine pour la première rencontre de Coupe d'Asie entre ces deux sélections.
L'Australie et ses individualités telles que Tim Cahill et Robbie Kruse ont répondu présent et se sont qualifiées pour les demi-finales de leur Coupe d'Asie. Alain Perrin, entraîneur de la Chine, s'est vu prolonger son contrat à la suite de ses trois victoires en phase de poules malgré l'élimination de sa sélection en quarts de finale.
| 23 janvier 2015 | Iran | 3 - 3 a.p. (6 - 7 t.a.b.) | Irak | Canberra Stadium, Canberra |                          |
| 18:30 (UTC+11)  |      |                           |      | Arbitrage : Ben Williams   | Arbitrage : Ben Williams |

Le second quart de finale oppose deux voisins géographiques du Moyen-Orient, rivaux sportifs, et également nations ennemies. L'Iran, fort d'une prestation solide en phase de poule, part favorite face à l'Irak. La Team Melli reste sur deux échecs consécutifs à ce stade, à chaque fois éliminée par la Corée du Sud après une période de prolongation. Ce coup-ci, l'Iran fait face à une équipe plus abordable, non favorite de la compétition, et après la belle expérience de la Coupe du monde 2014 durant laquelle elle avait posé beaucoup de problème à l'Argentine. L'Irak n'a pas les mêmes arguments. Si ce n'est sa victoire surprise lors de l'édition 2007, il semble en dessous de son voisin iranien et commencera le match en outsider.
Comme prévu, l'Iran commence bien le match. Dominateur, il se crée plusieurs occasions de buts, et il en concrétise une par l'intermédiaire du jeune joueur du FK Rubin Kazan Sardar Azmoun. L'Irak, de son côté, s'est procuré peu d'occasions, principalement grâce à son vétéran Younis Mahmoud. Cependant, l'évènement perturbateur va survenir juste avant la mi-temps. Le latéral gauche iranien Mehrdad Pooladi va encaisser deux cartons jaunes (à la 22e et la 43e minute) et sortir sur expulsion. Dès lors, l'Iran, réduit à dix, va subir. L'Irak égalise par Ahmed Yasin onze minutes après la mi-temps, infligeant à l'Iran son premier but encaissé. Autre coup dur pour l'Iran, Sardar Azmoun sort sur blessure peu après l'égalisation. Le score ne bougera plus jusqu'à la fin du temps additionnel. La prolongation va proposer un scénario impressionnant et spectaculaire. En moins de trois minutes, Mahmoud double la mise pour son pays. En grand danger de troisième élimination consécutive à ce stade, l'Iran tente de réagir. Dix minutes après le but irakien, Morteza Pouraliganji égalise pour l'Iran en reprenant de la tête un corner tiré par Andranik Teymourian. L'Irak se remet à l'offensive et pousse pour inscrire le troisième but. À la 116e minute, soit seulement quatre minutes avant la séance de tirs au but, une faute de Pouraliganji (auteur du but salvateur un quart-d'heure plus tôt) sur Yaser Kasim (en) en pleine surface de réparation provoque un penalty pour l'Irak. Dhurgham Ismail, âgé de seulement 20 ans, se charge de le transformer et Les Lions de Mésopotamie reprennent l'avantage (2-3). Il ne reste alors que trois minutes. Incroyablement, l'Iran égalise à une minute de la fin, envoyant de façon inespérée les deux équipes aux penalties. Après une interminable séance de tirs au but, l'Irak se qualifie pour les demi-finales. C'est le premier match nul sur l'ensemble de la compétition et le premier match à se terminer sur une séance de tirs au but.
L'Irak réalise la première surprise des quarts de finale en éliminant l'Iran, premier favori de la compétition à être éliminé, qui échoue à ce stade pour la troisième fois d'affilée. C'est une désillusion pour la Team Melli qui abordait la compétition en favorite. Pour l'Irak, le rêve de réitérer l'exploit de 2007 est permis. Cette victoire contre l'« ennemi iranien » est massivement célébrée en Irak. Il se mesurera à la Corée du Sud.
| 23 janvier 2015 | Japon | 1 - 1 a.p. (4 - 5 t.a.b.) | Émirats arabes unis | Stadium Australia, Sydney   |                             |
| 20:30 (UTC+11)  |       |                           |                     | Arbitrage : Alireza Faghani | Arbitrage : Alireza Faghani |

Quatrième et dernier quart de finale, le tenant du titre, le Japon, semble largement favori à une qualification pour les demi-finales face à un adversaire en théorie inférieur. Les Émirats arabes unis, malgré le fait d'être l'une des belles surprises du premier tour, ne disposent pas du même effectif de qualité que le Japon malgré un championnat attractif. Pour les Samouraïs bleus, qui n'ont encaissé aucun but avant ce match, il s'agit de continuer la défense du titre en rejoignant les demi-finales pour la cinquième fois consécutive. Pour les Faucons, il s'agit de résister au mieux voire de continuer de créer la surprise.
Pourtant, la rencontre, apparemment déséquilibrée, qui commence avant même la fin du deuxième quart de finale entre l'Iran et l'Irak (la faute à la séance de penalties), va donner lieu à un nouveau match plein de suspense qui ne va se finir qu'aux tirs au but. En effet, les Émirats arabes unis surprennent rapidement le Japon par un but d'Ali Mabkhout, le premier encaissé par les Nippons. Pendant le reste de la première mi-temps, les Samouraïs bleus vont se montrer en manque total de créativité, muets, et incapables de transpercer une défense arabe bien en place, la seule occasion notable étant un tir lointain du Milanais Keisuke Honda. L'Émirien Omar Abdulrahman, omniprésent, s'illustre particulièrement et réalise un match exceptionnel, de même que Mohanad Salem qui sera désigné homme du match. En deuxième mi-temps, le Japon prend le contrôle du jeu et malmène de tous les côtés la défense émiratie. Les corners pour le Japon s'enchaînent, mais les Japonais se montrent trop brouillons. Ils réussissent toutefois à égaliser en fin de match grâce à Gaku Shibasaki et à arracher les prolongations. C'est durant cette deuxième période que la prestation des Samouraïs bleus durant le match aura été la plus aboutie. Car en prolongation, le rythme est coupé, le Japon retombe dans ses travers et ne se montre plus dangereux. Les Émiriens, toujours bien en place, tiennent en échec les Japonais jusqu'au bout de la prolongation. Dans une longue séance de tirs au but, Honda et le Borussen Kagawa manquent leur penalty, qualifiant les Émiratis.
Deuxième surprise du 23 janvier 2015, cette rencontre signe l'élimination du Japon dès les quarts de finale, une première depuis près de 20 ans, qui remettra donc son titre à une autre sélection asiatique. Après une Coupe du monde ratée, les Nippons passent également à côté de la Coupe d'Asie, payant cher un manque patent de réalisme et de créativité. Les Émirats arabes unis renouent avec les demi-finales de la compétition pour la première fois depuis 1996. Ils y rencontreront le pays hôte.

#### Demi-finales
| 26 janvier 2015 | Corée du Sud | 2 - 0 | Irak | Stadium Australia, Sydney |                        |
| 20:00 (UTC+11)  |              |       |      | Arbitrage : Ryuji Sato    | Arbitrage : Ryuji Sato |

La première demi-finale de la Coupe d'Asie 2015 oppose la Corée du Sud, l'une des principales prétendantes à la victoire finale malgré de nombreux problèmes d'effectif, à l'Irak, tombeur surprise de l'Iran. L'affiche de cette demi-finale est la même que celle de 2007 où l'Irak était parvenu à créer la surprise en sortant la Corée aux tirs au but. Huit ans plus tard, les Guerriers Taeguks veulent prendre leur revanche pour accéder à leur première finale de Coupe d'Asie depuis 1988 alors que les Lions de Mésopotamie veulent réitérer huit ans après leur victoire au même stade de la compétition contre le même adversaire.
Dès le début du match, la Corée du Sud pousse fort et toute la première demi-heure de jeu sera à son avantage. Les Guerriers Taeguks mettent la pression, se créent plusieurs occasions de but, notamment grâce à l'omniprésent Son Heung-min, et sont récompensés au bout de vingt minutes de match par Lee Jeong-hyeop. Le plus dur est alors fait pour la Corée du Sud. Pendant trente minutes, l'Irak ne parvient pas à se procurer la moindre occasion, mais, à l'issue de la demi-heure de jeu, celui-ci, obligé de réagir, commence à se ruer à l'attaque sans réellement faire souffrir une défense coréenne bien en place qui n'a toujours pas encaissé le moindre but. En deuxième mi-temps, les Sud-Coréens remettent la pression et doublent la mise grâce à Kim Young-gwon qui reprend le ballon de la poitrine avant de le propulser dans la lucarne adverse. Bien que l'Irak concentre beaucoup d'efforts pour s'approcher de l'adversaire, les ballons mal exploités, les maladresses dans les gestes décisifs ainsi que les multiples interceptions des défenseurs coréens réduisent à néant toute chance d'égalisation. La défense sud-coréenne tient bon et continue de conserver sa cage inviolée. Les Sud-Coréens auraient même pu s'imposer sur un score plus large en concrétisant des occasions qu'ils se sont procurées malgré leur avantage.
La Corée du Sud ne se fait pas surprendre comme l'Iran et s'impose sans avoir tremblé à défaut d'avoir été flamboyante mais en ayant su se montrer solide. Pour la première fois depuis 1988, elle accède à la finale d'une Coupe d'Asie après avoir calé deux fois au stade des demi-finales à chaque fois aux tirs au but contre le futur vainqueur. Cette fois, la Corée du Sud est proche comme jamais d'une première victoire en Coupe d'Asie depuis 55 ans. Pour l'Irak de Younis Mahmoud, bien que le rêve se termine, cette édition 2015 est une réussite avec une ascension inattendue vers les demi-finales. Il tentera de terminer sur le podium en remportant la petite finale.
| 27 janvier 2015 | Australie | 2 - 0 | Émirats arabes unis | Hunter Stadium, Newcastle   |                             |
| 20:00 (UTC+11)  |           |       |                     | Arbitrage : Ravshan Irmatov | Arbitrage : Ravshan Irmatov |

Cette seconde demi-finale semble elle aussi déséquilibrée sur le papier. Alors que l'Australie fait figure de favorite de la compétition, les Émirats arabes unis sont une surprise inattendue, bourreaux du Japon en quart de finale. Avec ses individualités telles que Tim Cahill, Robbie Kruse ou bien d'autres, les Socceroos sont logiquement favoris pour avoir le droit de disputer la finale contre la Corée du Sud. Les Faucons, de leur côté, espèrent reproduire la même surprise que contre le Japon en comptant sur certaines individualités qui se seront montrées brillantes dans la compétition, Omar Abdulrahman en particulier.
La différence de niveau entre les deux sélections s'affiche dès le début du match. L'Australie met immédiatement la pression sur les Émirats arabes unis. Trent Sainsbury reprend de la tête un corner et propulse le ballon au fond des filets après moins de trois minutes de jeu. En un seul tir, l'Australie prend immédiatement l'avantage et le plus dur est fait. Les Émiriens vont réagir par Ahmed Khalil qui va trouver l'extérieur du poteau des Océaniens. Les Faucons vont ensuite encaisser un deuxième but sur le deuxième tir cadré australien. Lors d'un cafouillage dans la surface émiratie, Jason Davidson frappe dans le ballon d'une reprise ajustée, l'envoyant dans les cages. Le break est alors fait alors que l'Australie n'a tiré que deux fois tandis que les Émirats arabes unis ont trouvé le poteau entre les deux buts. Pour la sélection du Golfe, c'est un énorme coup dur avec deux buts à remonter, dans la peau de l'outsider, avec un jour de récupération en moins que les hôtes et trente minutes de prolongations en plus dans les jambes. Les Émiriens vont se montrer plus offensif, mais les déchets techniques et approximations en surface adverse vont limiter considérablement les réelles occasions de but en dépit d'une défense latérale australienne lente et fragile. La physionomie du match restera telle qu'elle est jusqu'au coup de sifflet final.
L'Australie dispose aisément d'Émirats arabes unis trop brouillons et obtient sa qualification pour une revanche en finale contre la Corée du Sud, seul adversaire à avoir battu les Socceroos dans cette compétition. C'est la deuxième qualification australienne consécutive pour la finale de la Coupe d'Asie après celle de 2011, perdue après prolongations face au Japon. Les Socceroos joueront le titre à domicile contre leur rival du groupe A alors que les Émirats arabes unis tenteront d'intégrer le podium en petite finale contre l'Irak. Bien que le rêve soit terminé, les Faucons auront réalisé l'une de leurs meilleurs compétitions de l'histoire.

#### Match pour la troisième place
| 30 janvier 2015 | Irak | 2 - 3 | Émirats arabes unis | Hunter Stadium, Newcastle   |                             |
| 20:00 (UTC+11)  |      |       |                     | Arbitrage : Nawaf Shukralla | Arbitrage : Nawaf Shukralla |

Cette rencontre oppose les deux principales révélations de la compétition. L'Irak comme les Émirats arabes unis n'étaient pas attendus à ce stade et malgré leur défaite en demi-finale face à la Corée du Sud et l'Australie, ils ont réussi la compétition depuis qu'ils ont éliminé Iran et le Japon. Cependant, il demeure l'enjeu d'une qualification directe pour la prochaine édition de la Coupe d'Asie des nations, seules les trois équipes du podium final ayant ce privilège.
Ce match entre révélations a tourné au spectacle à rebondissement. Le match a été très riche en actions et a vu de nombreux renversements de situation. Les Émirats arabes unis entament le mieux la rencontre. Ahmed Khalil est le premier à effectuer un tir avant la réponse de Younis Mahmoud. Juste après le quart d'heure de jeu, Khalil ouvre le score pour les Émirats arabes unis. Le match est définitivement lancé. Waleed Salim égalise la demi-heure de jeu et l'Irak prend les devants juste avant la mi-temps grâce à Amjed Kalaf. À la pause, c'est l'Irak qui est qualifié directement pour l'édition suivante de la compétition, mais le match va proposer un nouveau renversement de situation en deuxième période. Malgré une occasion de Mahmoud pour l'Irak, les Émirats arabes unis égalisent grâce à, de nouveau, Ahmed Khalil. Cinq minutes plus tard, l'Irakien Ahmed Ibrahim Khalaf commet une faute grave sur Ali Mabkhout. Il est immédiatement expulsé d'un carton rouge et son équipe est sanctionnée d'un penalty. Ali Mabkhout marque le penalty et devient meilleur buteur de la Coupe d'Asie 2015. Il donne par la même occasion l'avantage au score à son équipe. Durant le reste de la rencontre, alors que les Émiriens vont défendre, les Lions de Mésopotamie vont attaquer et se procurer des occasions sans succès jusqu'au coup de sifflet final.
Les Émiriens sécurisent donc leur qualification directe au terme d'un match spectaculaire. Malgré sa défaite, l'Irak a réalisé un excellent parcours. Les deux équipes, inattendues à ce stade, ont surpris les observateurs en se hissant dans le dernier carré. Ali Mabkhout, grâce à son penalty durant ce match, est le meilleur buteur provisoire de la compétition, seul en tête désormais.

#### Finale
| Finale                         | Corée du Sud | 1 - 2 a.p. | Australie | Stadium Australia, Sydney   |                             |
| 31 janvier 2015 20:00 (UTC+11) |              |            |           | Arbitrage : Alireza Faghani | Arbitrage : Alireza Faghani |

La Corée du Sud et l'Australie, déjà adversaires en phase de poules, se retrouvent pour disputer la finale de la Coupe d'Asie 2015 dans l'objectif de remporter non seulement le trophée, mais également le billet de qualification pour la Coupe des confédérations 2017. La précédente rencontre s'était terminée sur une victoire des Guerriers Taeguks. Depuis leur précédent duel, les Sud-Coréens comme les Australiens ont remporté tous leurs matchs par deux buts d'écart sans en encaisser un seul. La Corée du Sud a remporté la totalité de ses rencontres de Coupe d'Asie 2015, reste sur six matchs sans encaisser de but et sur seize matchs d'invincibilité en phase finale de Coupe d'Asie. Uli Stielike, entraîneur de la Corée du Sud, a annoncé que l'objectif sud-coréen était atteint et que son équipe jouerait sans pression tandis que Tim Cahill, meneur de jeu australien, a déclaré qu'il était déjà fier et que la compétition était une réussite quel que soit le résultat de cette finale. Cependant, les Guerriers Taeguks, doubles champions d'Asie, n'ont plus remporté la moindre Coupe d'Asie depuis 55 ans et veulent mettre fin à une disette qui dure depuis longtemps, mais ils sont toujours privés de deux de leurs meilleurs éléments blessés et une grande partie de l'effectif a été récemment victime d'un virus. Les Socceroos ont de leur côté échoué à ce stade quatre ans plus tôt presque jour pour jour et n'ont jamais remporté la compétition depuis leur affiliation à l'AFC en 2006. Malgré les satisfactions, les enjeux demeurent importants pour les deux sélections.
Annoncée palpitante, la rencontre débute pourtant mal. Malgré l'occasion précoce manquée de Son Heung-Min, la première demi-heure est fermée et marquée par de nombreuses erreurs dans le milieu de terrain empêchant toute construction offensive. Les Sud-Coréens sont les premiers à se réveiller après les vingt minutes de jeu lorsque Kwak Tae-hwi frôle le poteau de la tête. Dès lors, les arrières latéraux australiens vont souffrir et écoper chacun d'un carton jaune. Après la demi-heure de jeu, c'est Son Heung-Min qui, à la suite d'un mouvement très fluide, collectif et riches en gestes techniques, propulse le ballon au ras de la transversale d'une somptueuse reprise de volée en provenance d'un angle fermé et du côté gauche. Tout de suite après, c'est une accélération très rapide du vétéran Cha Du-ri échappant totalement à Jason Davidson qui crée le danger. Le centre pour Son Heung-min, bien effectué, est dégagé en corner par Massimo Luongo au dernier moment. Pourtant, l'Australie va ouvrir le score dans le temps additionnel contre le cours du jeu d'un tir lointain mais inattendu et puissant de Massimo Luongo. C'est le premier but encaissé par la Corée du Sud dans la compétition. Dès la reprise de la deuxième mi-temps, les Guerriers Taeguks tentent de revenir en fonçant à l'attaque et en pressant les Australiens dans leur surface, mais Lee Jung-hyup, Son Heung-min et Ki Sung-yueng manquent tous leurs occasions et les Socceroos vont même se montrer dangereux sur quelques contres. La Corée du Sud va néanmoins parvenir à arracher les prolongations dans les arrêts de jeu. À la suite d'une série de passes courtes, Ki Sung-yueng offre le ballon à un Son Heung-min complètement esseulé qui ne manque pas son face-à-face avec le gardien Mathew Ryan. La Corée du Sud s'offre 30 minutes de jeu supplémentaire alors que pour l'Australie tout est à refaire. Le début des prolongations est à l'avantage des Guerriers Taeguks mais les Socceroos vont peu à peu dominer leurs sujets. Dans la dernière minute de la première période de la prolongation, le duel opposant Tomi Jurić à Kim Jin-su tourne à la confusion et le Sud-Coréen croit à l'arrêt du jeu par l'arbitre, laissant l'Australien détenteur du ballon. Son centre est intercepté par le gardien Kim Jin-hyeon puis le ballon arrive aux pieds de James Troisi qui le propulse dans les filets. L'Australie reprend l'avantage juste avant la pause. Au retour, la Corée du Sud réagit mais bute sur la défense australe. Ki Sung-yueng, Kim Young-gwon et Lee Keun-ho manquent chacun leur tentative et l'arbitre siffle la fin de rencontre ainsi que la fin de la compétition pour la plus grande joie des Australiens.
L'Australie remporte ainsi sur son sol sa première Coupe d'Asie en prenant sa revanche sur la Corée du Sud qui l'avait battu en phase de poule. Pour cette-dernière, après six matchs de cages inviolées, six victoires consécutives toutes compétitions confondues et seize matchs d'invincibilité en Coupe d'Asie, les trois séries prennent fin à cause de cette défaite (la troisième continue néanmoins dans le temps réglementaire). Aucune équipe n'aura fini invaincu dans cette compétition et toutes auront encaissé des buts. L'Australie devient le premier pays organisateur à remporter la compétition à domicile depuis 1992 avec la victoire japonaise et gagne le droit de disputer la Coupe des confédérations 2017 organisée en Russie. Le pays hôte aura été un véritable rouleau compresseur dans la compétition avec une attaque très prolifique alors que les Océaniens sortaient de plusieurs années de sérieuses difficultés et de défaites en série. La Corée du Sud, en pleine crise depuis trois ans avant d'aborder le tournoi, a su rebondir et démontrer une forte capacité de gestion d'effectif dans un contexte d'affaiblissement par deux forfaits importants et la propagation d'un virus. Malgré un quatrième échec en finale et une disette qui perdure depuis 55 ans, c'est pour elle aussi une compétition réussie.

## Résultats
| Coupe d'Asie 2015 Vainqueur Australie 1er titre |

## Statistiques, classements et buteurs

### Classement de la compétition
| Place              | Nation              | Stade de la compétition |
| ------------------ | ------------------- | ----------------------- |
| Médaille d'or      | Australie           | Vainqueur               |
| Médaille d'argent  | Corée du Sud        | Finale                  |
| Médaille de bronze | Émirats arabes unis | Demi-finale             |
| 4                  | Irak                | Demi-finale             |
| 5                  | Japon               | Quarts de finale        |
| 6                  | Iran                | Quarts de finale        |
| 7                  | Chine               | Quarts de finale        |
| 8                  | Ouzbékistan         | Quarts de finale        |

| Place | Nation          | Stade de la compétition |
| ----- | --------------- | ----------------------- |
| 9     | Jordanie        | Premier tour            |
| 10    | Arabie saoudite | Premier tour            |
| 11    | Bahreïn         | Premier tour            |
| 12    | Oman            | Premier tour            |
| 13    | Corée du Nord   | Premier tour            |
| 14    | Qatar           | Premier tour            |
| 15    | Koweït          | Premier tour            |
| 16    | Palestine       | Premier tour            |

### Meilleur joueur
L'AFC choisit le milieu offensif australien Massimo Luongo comme meilleur joueur de la compétition.

### Équipe type
| Gardiens    | Défenseurs                                             | Milieux                                       | Attaquants                            |
| ----------- | ------------------------------------------------------ | --------------------------------------------- | ------------------------------------- |
| Mathew Ryan | Dhurgham Ismail Kwak Tae-hwi Trent Sainsbury Cha Du-ri | Massimo Luongo Omar Abdulrahman Ki Sung-yueng | Ali Mabkhout Tim Cahill Son Heung-min |

### Classement des buteurs
| 5 buts - Ali Mabkhout 4 buts - Hamza Al-Dardour - Ahmed Khalil 3 buts - Mohammad al-Sahlawi - Tim Cahill - Sun Ke - Keisuke Honda - Son Heung-min 2 buts - Massimo Luongo - Younis Mahmoud - Ahmed Yasin - Sardor Rashidov - Sardar Azmoun - Reza Ghoochannejhad | 1 but - Mile Jedinak - Tomi Jurić - Robbie Kruse - Matt McKay - Mark Milligan - James Troisi - Sayed Jaafar Ahmed - Jaycee John Okwunwanne - Sayed Saeed - Wu Xi - Yu Hai - Morteza Pouraliganji - Ehsan Hajsafi - Masoud Shojaei - Dhurgham Ismail - Yaser Kasim - Yasuhito Endō | 1 but (suite) - Gaku Shibasaki - Shinji Kagawa - Shinji Okazaki - Maya Yoshida - Yousef Al-Rawashdeh - Hussain Fadel - Ryang Yong-gi - Abdulaziz Al-Muqbali - Jaka Ihbeisheh - Hassan Al Haidos - Khalfan Ibrahim - Nawaf Al Abed - Naif Hazazi - Cho Young-cheol - Lee Jung-hyup - Nam Tae-hee - Odil Ahmedov | 1 but (suite) - Igor Sergueïev - Vokhid Chodiev 1 but contre son camp - Mohamed Husain (pour les Émirats arabes unis) - Gao Lin (pour la Corée du Nord) |